# Valdeprado del Río
Valdeprado del Río est une commune espagnole située dans la communauté autonome de Cantabrie.